# Deutsche Mannschaftsmeisterschaften Schwimmen (Männer) 2017
Der Ligenwettbewerb Deutsche Mannschaftsmeisterschaften Schwimmen, kurz DMS, der Männer wurde 2017 im Januar und Februar ausgetragen. Der SV Würzburg 05 konnte seinen Titel aus dem Vorjahr erfolgreich verteidigen.

## 1. Bundesliga
Der SV Würzburg 05 verteidigte im Essener Sportbad am Thurmfeld seinen Titel aus dem Vorjahr erfolgreich. In die untergeordnete 2. Bundesliga stiegen zur Folgesaison nach nur einer Saison die SG Dortmund sowie der SV Nikar Heidelberg ab, im Gegenzug stiegen in die 1. Bundesliga die Wassersportfreunde von 1898 Hannover und der DSW 1912 Darmstadt auf.
Für die punktbeste Einzelleistung der Meisterschaft sorgte Christian Diener aus Potsdam mit 897 Punkten über 100 m Rücken.

### Modus
Im Wettkampf der 1. Bundesliga, an der 12 Mannschaften teilnahmen, wurde auf einer 25-m-Bahn an zwei aufeinanderfolgenden Tagen in drei Abschnitten jeweils das komplette olympische Programm geschwommen. Deutscher Mannschaftsmeister wurde die Mannschaft mit der höchsten Gesamtpunktzahl (berechnet anhand der FINA-Punktetabelle). Die zwei letztplatzierten Mannschaften der 1. Bundesliga (Plätze 11 und 12) stiegen in die 2. Bundesliga ab. Ein Schwimmer durfte nur in fünf Wettkämpfen starten, wobei eine Schwimmstrecke nur im Falle eines Nachschwimmens wiederholt werden durfte. Der Start im Nachschwimmen wurde auf die Anzahl der Starts des Schwimmers angerechnet.

### Zeitplan
| Zeitplan                 | Zeitplan  | Zeitplan     |
| ------------------------ | --------- | ------------ |
| Samstag: 4. Februar 2017 | 10.00 Uhr | 1. Abschnitt |
| Samstag: 4. Februar 2017 | 15.15 Uhr | 2. Abschnitt |
| Sonntag: 5. Februar 2017 | 10.00 Uhr | 3. Abschnitt |

### Abschlusstabelle
| Platz | Mannschaft               | Gesamt Punkte | 1. Abschnitt Punkte | 2. Abschnitt Punkte | 3. Abschnitt Punkte |
| ----- | ------------------------ | ------------- | ------------------- | ------------------- | ------------------- |
| 01.   | SV Würzburg 05 (M)       | 28.544        | 9.822               | 9.246               | 9.476               |
| 02.   | Potsdamer SV             | 28.154        | 9.482               | 9.190               | 9.482               |
| 03.   | SG Essen                 | 27.742        | 9.325               | 9.104               | 9.313               |
| 04.   | SG Stadtwerke München    | 26.769        | 8.869               | 9.016               | 8.884               |
| 05.   | SG Frankfurt             | 26.369        | 8.571               | 8.940               | 8.858               |
| 06.   | SSG Saar Max Ritter      | 26.130        | 8.572               | 8.836               | 8.722               |
| 07.   | SG EWR Rheinhessen-Mainz | 25.836        | 8.814               | 8.548               | 8.474               |
| 08.   | SC Magdeburg             | 25.684        | 8.631               | 8.523               | 8.530               |
| 09.   | SV Halle (N)             | 25.604        | 8.616               | 8.574               | 8.414               |
| 10.   | SG Neukölln Berlin       | 24.886        | 8.222               | 8.328               | 8.336               |
| 11.   | SG Dortmund (N)          | 24.533        | 8.238               | 8.076               | 8.219               |
| 12.   | SV Nikar Heidelberg      | 22.619        | 7.243               | 7.753               | 7.623               |

 Deutscher Mannschaftsmeister
  Absteiger in die 2. Bundesliga 2018
 (M) Deutscher Mannschaftsmeister 2016
 (N) Aufsteiger aus der 2. Bundesliga 2016

### Die Meistermannschaft
| 1.                      | SV Würzburg 05 |
| Logo vom SV Würzburg 05 | Ruwen Straub, Maximilian Beck, Gabor Balog, Anthony Cox, Sören Meißner, Łukasz Wójt, Maxim Lobanovszkij, Mark Meszaros, Klemens Degenhardt, Krisztian Takacs, Sebastian Aurelius Beck - Trainer: Stefan Lurz |

## 2. Bundesliga
Die zwei punktbesten Mannschaften aus der 2. Bundesliga und damit Aufsteiger in die 1. Bundesliga, kamen mit den Wassersportfreunden von 1898 Hannover aus der Staffel Nord und mit der DSW 1912 Darmstadt aus der Staffel Süd.

### Modus
Der Wettkampf der 2. Bundesliga war ausgelegt für je 12 Mannschaften in den Ligen Nord, West und Süd. Auf einer 25-m-Bahn wurde in zwei Abschnitten an einem Tag jeweils das komplette olympische Programm geschwommen. Die beiden punktbesten Mannschaften (berechnet anhand der FINA-Punktetabelle) der 2. Bundesligen (übergreifende Wertung) stiegen in die 1. Bundesliga auf. Die beiden letztplatzierten Mannschaften jeder Staffel (Plätze 11 und 12) stiegen in die höchste Landesverbandsliga ab. Stiegen aus der 1. Bundesliga mehr Mannschaften in eine Staffel der 2. Bundesliga ab, als aus dieser in die 1. Bundesliga aufstiegen, mussten so viele Mannschaften aus der betroffenen Staffel absteigen, dass jeder Staffel wieder 12 Mannschaften angehörten. Ein Schwimmer durfte nur in vier Wettkämpfen starten, wobei eine Schwimmstrecke nur im Falle eines Nachschwimmens wiederholt werden durfte. Der Start im Nachschwimmen wurde auf die Anzahl der Starts des Schwimmers angerechnet.

### Staffel Nord
Der Wettkampf fand am 4. Februar 2017 im Stadionbad von Hannover statt.
Für die punktbeste Einzelleistung der 2. Bundesliga Nord sorgte Ruben Reck von W98 Hannover mit 799 Punkten über 100 m Brust.
| Platz | Mannschaft                               | Gesamt Punkte | 1. Abschnitt Punkte | 2. Abschnitt Punkte |
| ----- | ---------------------------------------- | ------------- | ------------------- | ------------------- |
| 01.   | Wassersportfreunde von 1898 Hannover (A) | 17.940        | 8.878               | 9.062               |
| 02.   | Wasserfreunde Spandau 04                 | 16.250        | 8.077               | 8.173               |
| 03.   | Berliner TSC                             | 16.148        | 8.036               | 8.112               |
| 04.   | SG HT16 Hamburg                          | 16.005        | 8.127               | 7.878               |
| 05.   | Wassersportfreunde von 1898 Hannover II  | 15.728        | 7.917               | 7.811               |
| 06.   | Swim-Team Stadtwerke Elmshorn            | 15.269        | 7.742               | 7.527               |
| 07.   | SGS Hannover                             | 14.723        | 7.460               | 7.263               |
| 08.   | SG Osnabrück                             | 14.356        | 7.212               | 7.144               |
| 09.   | Hamburger Schwimm-Club von 1879          | 14.313        | 6.959               | 7.354               |
| 10.   | SG Region Oldenburg                      | 14.309        | 6.991               | 7.318               |
| 11.   | SG Wasserratten Norderstedt (N)          | 13.493        | 6.708               | 6.785               |
| 12.   | Delmenhorster SV (N)                     | 11.938        | 5.894               | 6.044               |

 Aufsteiger in die 1. Bundesliga 2018
  Absteiger in die Landesverbandsebene
 (A) Absteiger aus der 1. Bundesliga 2016
 (N) Aufsteiger aus der Landesverbandsebene

### Staffel West
Der Wettkampf fand am 4. Februar 2017 im Zentralbad von Gelsenkirchen statt.
Für die punktbeste Einzelleistung der 2. Bundesliga West sorgte Lukas Hermeler aus Gelsenkirchen mit 777 Punkten über 200 m Lagen.
 Abschlusstabelle 
| Platz | Mannschaft                              | Gesamt Punkte       | 1. Abschnitt Punkte | 2. Abschnitt Punkte |
| ----- | --------------------------------------- | ------------------- | ------------------- | ------------------- |
| 01.   | TPSK 1925 (A)                           | 16.310              | 8.192               | 8.118               |
| 02.   | SG Bayer                                | 16.007              | 8.066               | 7.941               |
| 03.   | SG Neuss (N)                            | 15.590              | 7.889               | 7.701               |
| 04.   | SG Gelsenkirchen                        | 15.418              | 7.918               | 7.500               |
| 05.   | Duisburger ST                           | 15.112              | 7.751               | 7.361               |
| 06.   | SG Ruhr                                 | 14.958              | 7.489               | 7.469               |
| 07.   | SG Essen II                             | 14.899              | 7.444               | 7.455               |
| 08.   | SG Lünen                                | 14.390              | 7.197               | 7.193               |
| 09.   | SG Bergheim                             | 14.132              | 7.201               | 6.931               |
| 10.   | Aachener Schwimmverein 06               | 13.551              | 6.893               | 6.658               |
| 11.   | Ahlener SG                              | Ahlen trat nicht an | Ahlen trat nicht an | Ahlen trat nicht an |
| 12.   | Schwimm- und Sportfreunde Bonn 1905 (N) | Bonn trat nicht an  | Bonn trat nicht an  | Bonn trat nicht an  |

 Absteiger in die Landesverbandsebene
 (A) Absteiger aus der 1. Bundesliga 2016
 (N) Aufsteiger aus der Landesverbandsebene

### Staffel Süd
Der Wettkampf fand am 4. Februar 2017 im Gmünder Hallenbad von Schwäbisch Gmünd statt.
Für die punktbeste Einzelleistung der 2. Bundesliga Süd sorgte Marco Koch aus Darmstadt mit 879 Punkten über 200 m Brust.
 Abschlusstabelle 
| Platz | Mannschaft                | Gesamt Punkte | 1. Abschnitt Punkte | 2. Abschnitt Punkte |
| ----- | ------------------------- | ------------- | ------------------- | ------------------- |
| 01.   | DSW 1912 Darmstadt        | 17.513        | 8.935               | 8.578               |
| 02.   | SC Wiesbaden 1911         | 16.457        | 8.456               | 8.001               |
| 03.   | SG Regio Freiburg         | 16.344        | 8.138               | 8.206               |
| 04.   | SG Mittelfranken (N)      | 15.834        | 8.021               | 7.813               |
| 05.   | SV Würzburg 05 II         | 15.581        | 7.761               | 7.820               |
| 06.   | EOSC Offenbach            | 15.518        | 7.810               | 7.708               |
| 07.   | SSG Reutlingen/Tübingen   | 15.351        | 7.791               | 7.560               |
| 08.   | TSV Hohenbrunn-Riemerling | 15.277        | 7.593               | 7.684               |
| 09.   | SV Schwäbisch Gmünd       | 14.795        | 7.470               | 7.325               |
| 10.   | SG Bamberg                | 14.704        | 7.320               | 7.384               |
| 11.   | VfL Sindelfingen          | 14.665        | 7.354               | 7.311               |
| 12.   | SV Mannheim (N)           | 14.380        | 7.216               | 7.164               |

 Aufsteiger in die 1. Bundesliga 2018
  Absteiger in die Landesverbandsebene
 (N) Aufsteiger aus der Landesverbandsebene

## Landesverbandsebene
Vom 4. bis 19. Februar 2017 wurden die Wettkämpfe auf Landesebene durchgeführt, wo die Aufsteiger in die 2. Bundesliga ermittelt wurden.

### Modus
Die Wettkämpfe auf Landesebene wurden auf einer 25-m-Bahn an einem Tag durchgeführt. Dabei wurde in zwei Abschnitten jeweils das komplette olympische Programm geschwommen. Die beiden punktbesten Mannschaften (berechnet anhand der FINA-Punktetabelle) jeder Region (Nord, West und Süd) stiegen in die 2. Bundesliga auf. Stiegen mehr Mannschaften aus einer Staffel der 2. Bundesliga in die 1. Bundesliga auf, als in diese abstiegen, stiegen so viele nächstplatzierte Mannschaften aus der zugehörigen Landesverbandsregion in die 2. Bundesliga auf, dass dieser Staffel wieder 12 Mannschaften angehörten. Ein Schwimmer durfte nur in vier Wettkämpfen starten, wobei eine Schwimmstrecke nur im Falle eines Nachschwimmens wiederholt werden durfte. Der Start im Nachschwimmen wurde auf die Anzahl der Starts des Schwimmers angerechnet.

### Aufsteiger
| Mannschaft                     | Punkte | Landesverband                      |
| ------------------------------ | ------ | ---------------------------------- |
| Staffel Nord                   |        |                                    |
| TSG Huchting/Blumenthal Bremen | 13.755 | Landesschwimmverband Bremen        |
| TWG 1861 Göttingen             | 13.636 | Landesschwimmverband Niedersachsen |
| SSG Braunschweig               | 13.397 | Landesschwimmverband Niedersachsen |
| Staffel West                   |        |                                    |
| SG Gladbeck/Recklinghausen     | 15.017 | Schwimmverband Nordrhein-Westfalen |
| SG Schwimmen Münster           | 14.364 | Schwimmverband Nordrhein-Westfalen |
| Staffel Süd                    |        |                                    |
| Neckarsulmer Sport-Union       | 16.790 | Schwimmverband Württemberg         |
| SV Gelnhausen                  | 14.819 | Hessischer Schwimm-Verband         |